# Вела Хервас, Бенигно Хуан
Бенигно Хуан Вела Хервас (исп. Juan Benigno Vela Hervas; 10 июля 1843, Амбато — 1920, там же) — эквадорский политик, законодатель, просветитель, ректор Коллегии Боливара.

## Биография
Изучал право в Университете Кито. Член либеральной партии Эквадора.
Борец за свободу, подвергался преследованиям властей, сидел в тюрьме. Был защитником гражданских свобод и прав народа, основал газеты «El combate» и «La Idea».
Как законодатель, принимал участие в написании Конституции страны. Был соавтором ряда общественных законов об образовании, регистрации актов гражданского состояния и брака, Кодекса полиции и многих других.
Работал инспектором школ в провинции Тунгурауа, вкладывает свои деньги на поддержание неблагополучных школ.
Кроме политики, писал стихи во время своего пребывания в тюрьме.
К 1870 году потерял зрение. Позже, и слух, но продолжал свою политическую борьбу. Умер в 1920 году.

## Память
- Имя Вела Херваса присвоено парку, музею, учреждениям и улице города Амбато.